# Idiomictis
Idiomictis is een geslacht van vlinders van de familie sikkelmotten (Oecophoridae), uit de onderfamilie Xyloryctinae.

## Soorten
- I. aneuropa Meyrick, 1935
- I. rhizonoma Meyrick, 1935